# Sean Flynn
Sean Rio Amir, bolje poznan kot Sean Flynn je ameriški televizijski in filmski igralec ter pevec, *14. september 1989, Los Angeles, Združene države Amerike.) Najbolj znan je po vlogi Chasea Matthewsa v televizijski seriji Zoey 101 ob Jamie Lynn Spears, Victorii Justice, Erin Sanders, Christopherju Masseyju in Matthewu Underwoodu.

## Zgodnje in osebno življenje
Sean Flynn se je rodil 14. septembra 1989 v Los Angelesu, Kalifornija, Združene države Amerike, kot sin režiserja in producenta Gideona Amira in Rory Flynn. Je vnuk avstralskega filmskega igralca Errola Flynna in njegove druge žene, Nore Eddington, povezan pa je tudi z glasovnim igralcem Quintonom Flynnom.

## Kariera

### Igralska kariera
S svojo igralsko kariero je Sean Flynn začel leta 1996 v televizijski seriji Sliders, kjer je dobil vlogo Jasona.
Leta 1998 se pojavi v filmu Simon Brich, leta 1999 v računalniški videoigrici The Grail, leta 2001 pa v filmu Mladostna ljubezen ter Alex in Wonder. Leta 1999 je tudi šel na avdicijo za igranje Lizzijinega mlajšega brata v filmu Lizzie bo popstar, vendar vloge ni dobil.
Leta 2002 igra v animirani seriji Family Guy, leta 2003 v filmu Scorched, leta 2005 pa dobi vlogo v televizijski seriji Zoey 101, ki jo snema do leta 2008.
Leta 2008 igra v Zoey 101:Behind The Scenes, letos pa smo ga lahko videli v filmih Alabama Moon in Stolen Lives, trenutno pa snema film BMW, ki v kinematografih izzide leta 2010.

### Pevska kariera
Sean Flynn igra kitaro in že od srednje šole ima svojo glasbeno skupino. Nekaj njihovih posnetkov je objavljenih tudi na Youtube-u, vendar večinoma delujejo preko iTunesa, kjer sta 2. avgusta 2009 izšli njihovi prvi dve pesmi. Trenutno glasbena skupina snema svoj prvi glasbeni album.

## Filmografija
- Sliders (1996) Jason (1 epizoda)
- Simon Birch (1998) Junior Lamb
- The Grail (1999) Fantek
- Mladostna ljubezen (2001) Mladi Spencer
- Alex in Wonder (2001) Scott Markov
- Family Guy (2002) Glas (1 epizoda)
- Scorched (2003) Mladi Mark
- Zoey 101 (2005–2008) Chase Matthews (55 epizod)
- Zoey 101: Behind the Scenes (2008) Chase Matthews
- Alabama Moon (2009) Jack Blake
- Stolen Lives (2009) Zack Mills
- BMW (2010) Clark Fuller (v snemanju)